# Emmanuel Filiberto av Aosta
Emanuel Filiberto (italienska: Emanuele Filiberto Vittorio Eugenio Genova Giuseppe Mariad di Savoia), andre hertig av Aosta, prins av Savojen, född 13 januari 1869, död 4 juli 1931, var äldste son till Amadeus I av Spanien och kusin till Viktor Emanuel III av Italien.

## Biografi
Under första världskriget från 1915 och fram till kriget slut förde hertigen av Aosta befälet över Italienska tredje armén, och deltog vid samtliga slagen vid Isonzo och erövrade 1916 Görz. Efter kriget fick han titeln marskalk av Italien av Benito Mussolini 1926.

## Familj
Emmanuel Filiberto var gift med prinsessan Hélène av Orléans (1871–1951) (dotter till Ludvig Filip, greve av Paris och infantinnan Maria Isabel av Orléans), de hade två söner:
- Amedeo, tredje hertig av Aosta (1898–1942)
- Aimone, fjärde hertig av Aosta (1900–1948), som under en kort period var kung Tomislav II av Kroatien.

## Utmärkelser
- Riddare av Serafimerorden, 18 september 1897.[7]